# Aorta Ridge
Aorta Ridge är en bergstopp i Antarktis. Den ligger i Östantarktis. Nya Zeeland gör anspråk på området. Toppen på Aorta Ridge är 970 meter över havet.
Terrängen runt Aorta Ridge är varierad, och sluttar österut. Trakten är obefolkad. Det finns inga samhällen i närheten. 